# I cercatori di ossa
I cercatori di ossa (Dragon Teeth) è un romanzo avventuroso dello scrittore Michael Crichton, apparso postumo nel 2017. L'opera, ambientata nel 1876 negli Stati Uniti, narra la storia di uno studente di Yale, William Johnson, che per scommessa lascia la East Coast per unirsi alla spedizione del celebre paleontologo Othniel Marsh, in cerca di fossili negli stati del West.
Il libro è stato tradotto in ceco, tedesco, polacco, portoghese, spagnolo, italiano e altre lingue

## Trama
Estate 1876, il giovane William Jason Tertullius Johnson, figlio di un ricco armatore di Philadelphia, si unisce come fotografo alla spedizione del professor Othniel Charles Marsh per tener fede a una scommessa. Giunto nel West, si troverà coinvolto nella Guerra delle ossa, finendo poi per rischiare più volte la vita affrontando banditi e pellerossa.

## Edizioni in italiano
- Michael Crichton, I cercatori di ossa, collana Narratori moderni, traduzione di Doriana Comerlati, Milano, Garzanti, 25 gennaio 2018,  p. 276, ISBN 9788811601739.
- Michael Crichton, I cercatori di ossa, collana I maestri dell'avventura, traduzione di Doriana Comerlati, Milano, TEA, 17 gennaio 2019,  p. 270, ISBN 9788850251971.